# Hymer (företag)

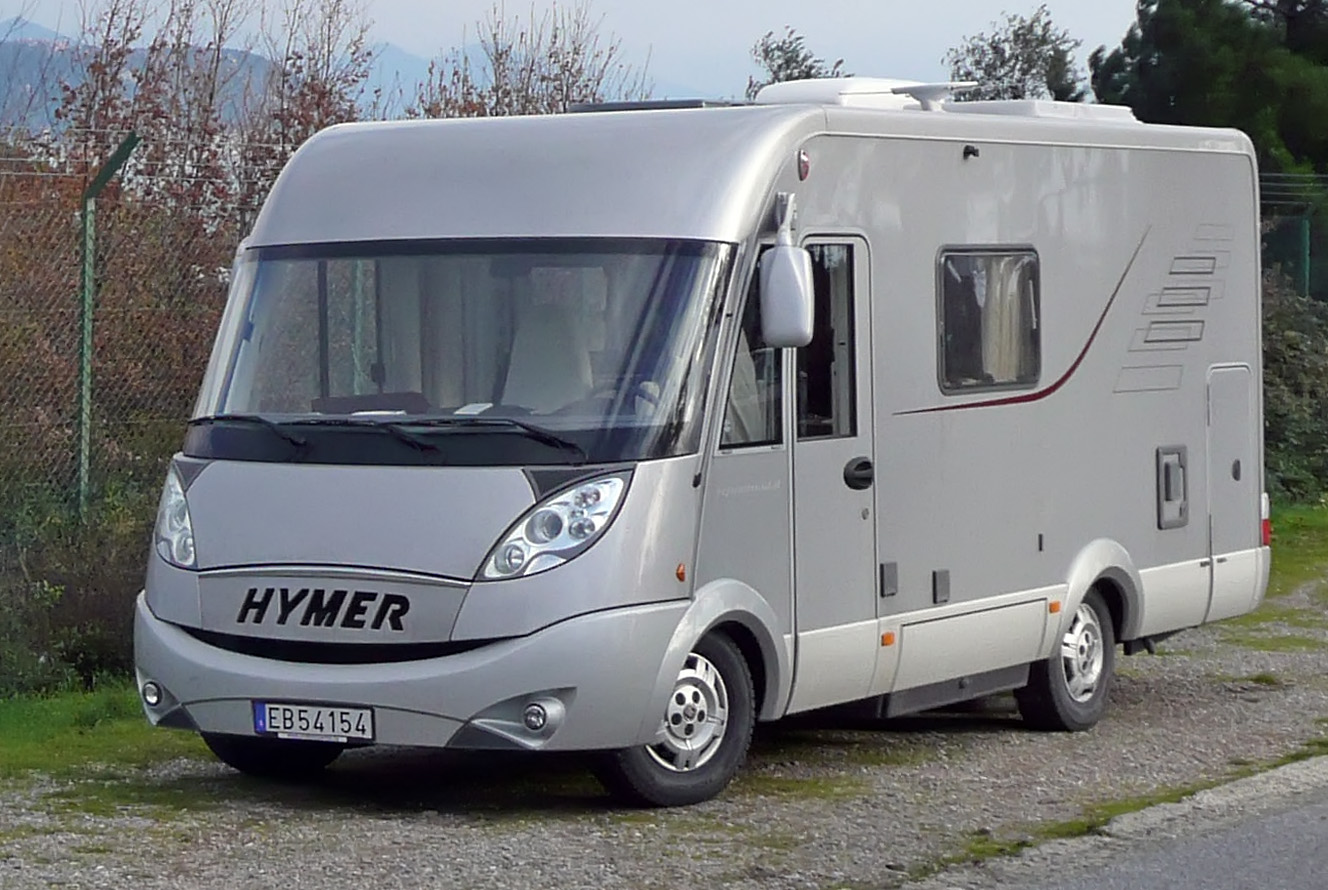
En modern Hymer av B-klass

Hymer i Bad Waldsee, Tyskland, är en tillverkare av husbilar och husvagnar. Företaget är känt för sin Hymermobil.
Erwin Hymer skapade företaget. Man började tillverka husvagnar 1957 och 1972 började tillverkningen av husbilar - Hymermobil. Man tillverkar 3 340 husvagnar och 5 500 husbilar varje år och har 1 200 anställda.
Hymer är idag en av de ledande husbilstillverkarna i Europa.